# Diego Jaume
Diego Jaume Favaro (Montevideo, Uruguay, 9 de octubre de 1973) es un exfutbolista y Entrenador uruguayo-neerlandés. Jugó de defensa central o lateral derecho, y su último equipo fue el Hércules CF en Segunda División de España.

## Trayectoria
Diego Jaume, apodado El Patrón, posee también la nacionalidad neerlandesa debido a que su padre, que había sido encarcelado por la dictadura cívico-militar desde 1975 a 1978, se vio forzado a exiliarse en los Países Bajos cuando Diego tenía 4 años. Este defensa de destacada trayectoria comenzó a dar las primeras patadas al balón en el club América de Parque Miramar (baby fútbol). Posteriormente defendió los colores de Huracán Buceo entre 1993 y 1998, Bella Vista en 1999, Numancia de España entre 1999 y 2003, Defensor Sporting Club entre 2003 a 2004 y Nacional a partir de 2005 hasta el 2007.

### Hércules CF
En la temporada 2007/08 fichó por el Hercules CF de Alicante (España). Firmó contrato por una temporada, y vino como deseo explícito del técnico Andoni Goikoetxea, ya que ambos coincidieron en el Numancia de Soria. Como lateral derecho o como central, se convirtió en pieza clave del equipo herculano y muy carismático para la afición herculana, jugó 30 partidos y fue el segundo jugador con más minutos disputados por detrás del guardameta Unai Alba; además logró 4 goles. Tras finalizar la temporada, el equipo herculano le ofreció la renovación, pero Jaume la rechazó tras decidir su retirada del fútbol. En la actualidad Diego Jaume reside en Uruguay y se dedica a la agricultura y ganadería.

## Clubes

### Como jugador
| Club              | País    | Año       |
| ----------------- | ------- | --------- |
| Huracán Buceo     | Uruguay | 1993-1998 |
| Bella Vista       | Uruguay | 1999      |
| CD Numancia       | España  | 1999-2003 |
| Defensor Sporting | Uruguay | 2003-2004 |
| Nacional          | Uruguay | 2005-2007 |
| Hércules CF       | España  | 2007-2008 |

### Como entrenador
- Actualizado hasta el 11 de marzo de 2022.

| Club                 | País                 | Año                  | PJ | PG | PE | PP | GF | GC | GD | Rendimiento |
| -------------------- | -------------------- | -------------------- | -- | -- | -- | -- | -- | -- | -- | ----------- |
| Rentistas            | Uruguay              | 2021-2022            | 16 | 6  | 2  | 8  | 22 | 26 | -2 | 41.67%      |
| Total en sus equipos | Total en sus equipos | Total en sus equipos | 16 | 6  | 2  | 8  | 22 | 26 | -2 | 41.67%      |

## Palmarés

### Campeonatos nacionales
| Título                      | Club     | País    | Año     |
| --------------------------- | -------- | ------- | ------- |
| Primera División de Uruguay | Nacional | Uruguay | 2005    |
| Primera División de Uruguay | Nacional | Uruguay | 2005-06 |
| Torneo Clausura             | Nacional | Uruguay | 2006    |